# Хаберув
Хаберув (пол. Chabierów) — село в Польщі, у гміні Блашки Серадзького повіту Лодзинського воєводства.
Населення — 284 особи (2011).

## Демографія
Демографічна структура станом на 31 березня 2011 року:
|          | Загалом | Допрацездатний вік | Працездатний вік | Постпрацездатний вік |
| -------- | ------- | ------------------ | ---------------- | -------------------- |
| Чоловіки | 155     | 29                 | 104              | 22                   |
| Жінки    | 129     | 16                 | 70               | 43                   |
| Разом    | 284     | 45                 | 174              | 65                   |